# NGC 7728
NGC 7728 је елиптична галаксија у сазвежђу Пегаз која се налази на NGC листи објеката дубоког неба.
Деклинација објекта је + 27° 8' 0" а ректасцензија 23h 40m 0,7s. Привидна величина (магнитуда) објекта NGC 7728 износи 13,2 а фотографска магнитуда 14,2. NGC 7728 је још познат и под ознакама UGC 12727, MCG 4-55-41, CGCG 476-103, DRCG 37-95, PGC 72064.